# Meddo
Meddo är en ursprungligen dansk franchisekedja av solarier, vilken även finns i Sverige och Norge.
Kedjan etablerades i Danmark 2001 och senare samma år även i Sverige, i det senare fallet genom företaget Solana AB. Enligt vad som i september 2012 uppgavs på det danska moderbolagets hemsida hade kedjan totalt 235 solarier varav 146 i Danmark, 74 i Sverige och 15 i Norge. I oktober 2012 köpte franchisetagarna i Sverige loss kedjan från Solana AB, och ägs och drivs numera av franchisetagarna själva.
Företagets solarier, i vart fall de i Sverige, är av typen drop-in utan krav på tidsbokning. Solarierna är öppna året om mellan 12 och 14 timmar per dag, men är i gengäld obemannade. 
Meddos slogan är en backronym av företagsnamnet, och lyder i det danska originalet "Mere end du drømmer om".